# تود ريتشاردسون
تود ريتشاردسون (بالإنجليزية: Todd Richardson)‏ هو سياسي أمريكي، ولد في 26 ديسمبر 1976 في كاب جيراردو في الولايات المتحدة. حزبياً، نشط في الحزب الجمهوري. وقد انتخب عضو مجلس نواب ولاية ميسوري.

## وصلات خارجية
- الموقع الرسمي